# Mishal al-Mutairi
Mishal Khalifa al-Mutairi (* 16. März 1997) ist ein kuwaitischer Leichtathlet, der sich auf den Sprint spezialisiert hat. Aktuell ist er Inhaber des Landesrekordes im 100-Meter-Lauf. 

## Sportliche Laufbahn
Erste internationale Erfahrungen sammelte Mishal al-Mutairi im Jahr 2013, als er bei den Arabischen-Jugendmeisterschaften in Kairo in 10,89 s die Silbermedaille im 100-Meter-Lauf gewann. Anschließend wurde er bei den Jugendweltmeisterschaften in Donezk in der Vorrunde disqualifiziert. Im Jahr darauf siegte er bei den Arabischen-Juniorenmeisterschaften in Kairo in 10,61 s über 100 Meter und gewann im 200-Meter-Lauf in 21,82 s die Bronzemedaille. Daraufhin nahm er über 100 Meter an den Olympischen Jugendspielen in Nanjing teil und gelangte dort mit 10,80 s auf Rang fünf im A-Finale. Im September schied er bei den Asienspielen in Incheon mit 10,77 s in der ersten Runde aus. 2015 belegte er bei den Arabischen Meisterschaften in Manama in windunterstützten 10,09 s den vierten Platz über 100 Meter und siegte mit der kuwaitischen 4-mal-100-Meter-Staffel in 39,75 s. Anschließend belegte er bei den Asienmeisterschaften in Wuhan mit neuem Landesrekord von 10,27 s den sechsten Platz über 100 Meter. Im Jahr darauf schied er bei den Juniorenasienmeisterschaften in Ho-Chi-Minh-Stadt mit 10,97 s im Halbfinale über 100 Meter aus und belegte über 200 Meter in 21,24 s den vierten Platz. 2017 verpasste er bei den Asienmeisterschaften in Bhubaneswar mit 43,87 s den Finaleinzug mit der Staffel, ehe er bei den Arabischen Meisterschaften in Radès in 10,57 s den fünften Platz über 100 Meter belegte und mit der Staffel in 40,83 s die Bronzemedaille hinter den Teams aus Saudi-Arabien und Oman gewann. Nach mehreren Jahren mit nur vereinzelten Wettkämpfen erreichte er 2023 das Halbfinale im 60-Meter-Lauf bei den Hallenasienmeisterschaften in Astana, ging dort aber nicht mehr an den Start. Anschließend schied er bei den Westasienmeisterschaften in Doha mit 10,87 s im Vorlauf über 100 Meter aus. Im Jahr darauf schied er bei den Hallenasienmeisterschaften in Teheran mit 6,87 s im Semifinale über 60 Meter aus.
In den Jahren 2015 und 2016 wurde al-Mutairi kuwaitischer Meister im 100- und 200-Meter-Lauf.

## Persönliche Bestleistungen
- 100 Meter: 10,27 s (+1,8 m/s), 4. Juni 2015 in Wuhan (kuwaitischer Rekord)
  - 60 Meter (Halle): 6,79 s, 27. Januar 2024 in Istanbul
- 200 Meter: 21,22 s, 5. Mai 2015 in Kuwait